# Karlivský rajón
Karlivský rajón (ukrajinsky Карлівський район) byl rajón v Poltavské oblasti na Ukrajině. Hlavním městem byla Karlivka a rajón měl přibližně 34 tisíc obyvatel. 

## Sídla v rajónu
- Karlivka